# Arméno-kiptchak
L'arméno-kiptchak (ou arméno-qyptchaq) est une langue turque connue par des textes écrits dans le royaume de Pologne, aux XVIe et XVIIe siècles.
La particularité de l'arméno-kiptchak, comme son nom l'indique, est d'être une langue utilisée par des communautés arméniennes,, et d'être rédigé dans l'alphabet de ce peuple.

## Classification interne
L'arméno-kiptchak appartient à la branche occidentale, aussi nommée kiptchak, des langues turques.
Pour T. Grounine[Qui ?], il s'agit simplement d'une variante de la langue coumane.

## Histoire

### La rencontre de deux cultures
L'arméno-kiptchak est apparu dans le cadre de l'histoire tumultueuse des Arméniens au Moyen Âge et de leurs migrations.
Après l'invasion de l'Arménie en 1064, par les Seldjoukides, de nombreux Arméniens émigrent et s'établissent sur les côtes de la mer Noire et de la mer Caspienne. Ils y entrent en contact avec les Coumans dont ils deviennent dépendants politiquement.
Au XIIIe siècle les Coumans subissent la vague mongole. Certains se réfugient en Galicie, en Podolie, en Volhynie et en Crimée, accompagnés par leurs obligés arméniens.
Mais en 1475, la conquête de la Crimée par les Turcs ottomans, pousse les Arméniens à prendre à nouveau le chemin de l'exil. Ils s'installent et créent des colonies de peuplement arméniennes en Podolie, alors sous l'autorité des rois de Pologne. C'est là que se développe une littérature particulière, en langue kiptchak mais écrite avec l'alphabet ancestral des Arméniens, dont les textes s'étendent sur les XVIe et XVIIe siècles.

### Aire linguistique
L'arméno-kiptchak est parlé par les populations arméniennes dans les régions de Podolie, de Ruthénie carpathique, de Galicie, d'une manière tout autour des Carpates septentrionales mais aussi en Crimée.